# Austriacka Nagroda Pamięci Holocaustu
Austrian Holocaust Memorial Award, krótko AHMA czy Austriacka Nagroda Pamięci Holocaustu - nagroda ufundowana w roku 2006 przez Austriackie Stowarzyszenie Służby za Granicą. Nagroda jest przyznawana rocznie jednej osobie, która przyczyniła się wyjątkowo do pielęgnowania pamięci o Szoe.
Od 1992 młodzi Austriacy odbywają Służbę Pamięci w Argentynie, Australii, Belgii, Brazylii, Bułgarii, w Chinach, w Niemczech, Anglii, Francji, Izraelu, Włoszech, na Litwie, w Holandii, Norwegii, w Polsce, Rosji, Czechach, na Ukrainie, na Węgrzech i w Stanach Zjednoczonych. Młodzi Austriacy podejmują się na całym świecie odpowiedzialności za przestępstwa popełnione przez także austriackich Nazistów. Przez AHMA corocznie honorowana jest osoba, która przyczyniła się wyjątkowo do tej pracy nad zachowaniem pamięci o Holocauście.
17 listopada 2006 nagroda była przyznana chińskiemu historykowi Pan Guang, i uroczyście wręczona przez Maurice Ohana, prezydenta żydowskiej społeczności w Szanghaju. Uroczystość miała miejsce w Austriackim Konsulacie Generalnym.
Brazylijski dziennikarz Alberto Dines został wyróżniony jako drugi tą nagrodą 24 listopada 2007 w Konsulacie w Rio de Janeiro.

## Laureaci
- 2006 - Pan Guang, centrum żydowskich studiów w Schanghaju, Chińska Republika Ludowa
- 2007 - Alberto Dines, Casa Stefan Zweig, Petropolis, Brazylia
- 2008 - Robert Hébras, Oradour-sur-Glane, Francja
- 2009 - Jay M. Ipson, Virginia Holocaust Museum, Richmond (Wirginia), Stany Zjednoczone
- 2010 - Eva Marks, Melbourne, Australia
- 2011 - Centrum Żydowskie w Oświęcimiu
- 2012 - Ladislaus Löb, Brighton, Anglia
- 2013 - Hugo Höllenreiner, Ingolstadt, Niemcy
- 2014 - Margers Vestermanis, Riga, Łotwa
- 2015 - Erika Rosenberg, Buenos Aires, Argentyna
- 2016 - Giorgio Frassineti, Predappio, Włochy
- 2017 - Ruben Fuks, Belgrad, Serbia
- 2018 - Alla Gerber i Ilja Altman, Moskwa, Rosja